# 쥬스 뉴턴

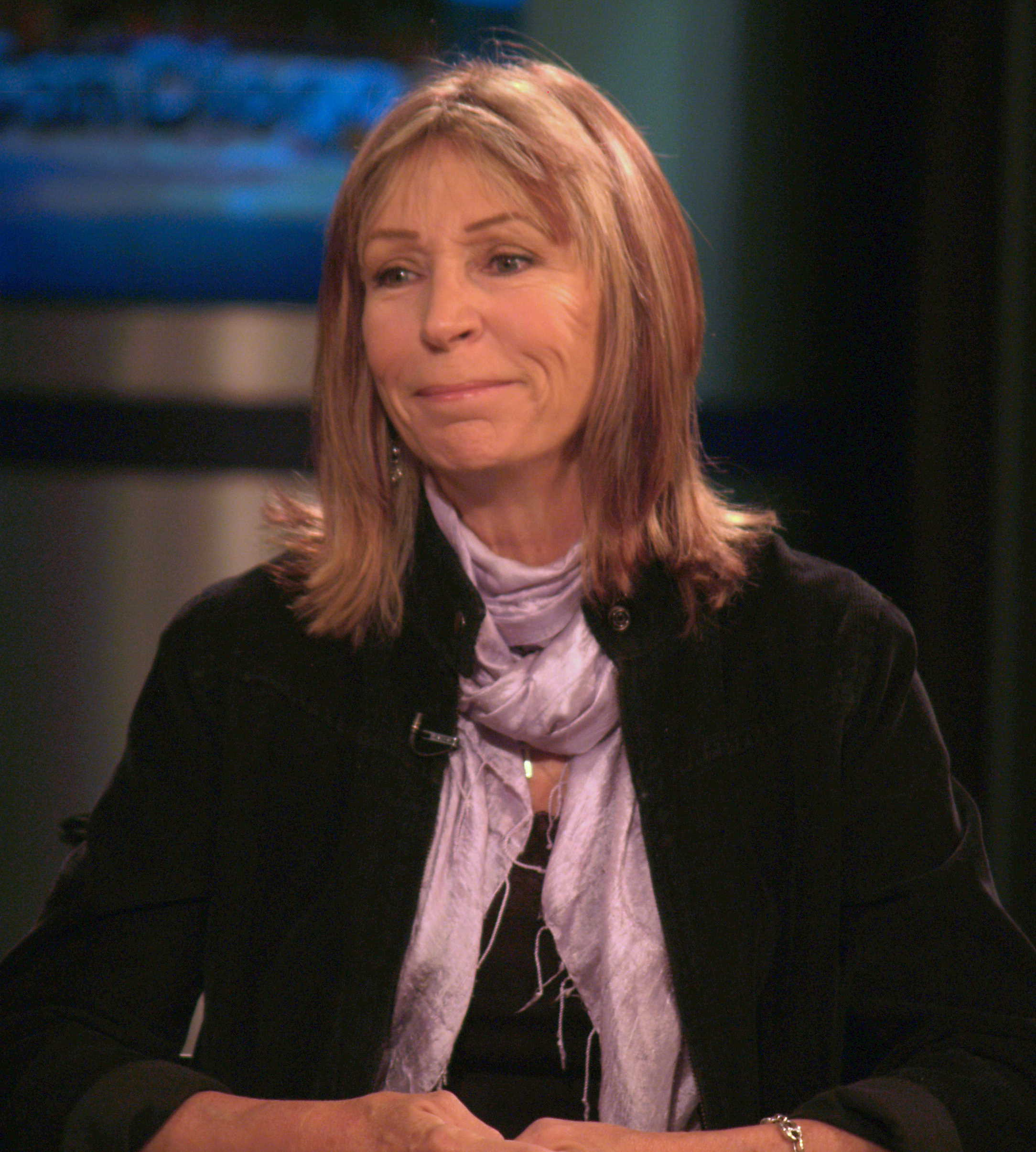
2009년 당시 샌디에이고의 쥬스 뉴턴

쥬스 뉴턴(Juice Newton, 1952년 2월 18일 ~ , 뉴저지에서 Judith Kay Cohen라는 이름으로 태어남)은 미국의 가수이다. 컨트리에 록의 리듬을 가미하여 단순하면서 흥겨운 선율로 팝 음악 팬들에게 사랑받아 일약 스타덤에 올랐다. 1982년에 발표한 《Quiet Lies》가 큰 인기를 얻었으며, 브랜다 리 원작의 리메이크 곡이 큰 인기를 얻었다. 1983년에는 《Dirty Looks》에 수록된 잠비즈의 곡을 리메이크 한 노래가 큰 인기를 얻었다. 대표곡은 영화 데드풀 ost인 "Angel of the Morning"이다.

## 디스코그래피

### 스튜디오 음반
- Juice Newton & Silver Spur (1975)
- After the Dust Settles (1976)
- Come to Me (1977)
- Well Kept Secret (1978)
- Take Heart (1979)
- Juice (1981)
- Quiet Lies (1982)
- Dirty Looks (1983)
- Can't Wait All Night (1984)
- Old Flame (1985)
- Emotion (1987)
- Ain't Gonna Cry (1989)
- The Trouble with Angels (1998)
- American Girl (1999)
- American Girl Volume 2 (2003)
- The Gift of Christmas (2007)
- Duets: Friends & Memories (2010)